# 鍈珍
鍈珍（?—?），蒙古鑲白旗人，清朝政治人物、同進士出身。
光緒十六年（1890年），参加光緒庚寅科殿試，登進士三甲123名。同年五月，著主事，分部学习。